# Tiro nos Jogos Olímpicos de Verão de 2024 - Pistola de ar 10 m feminino
A competição da pistola de ar 10 m feminino do tiro nos Jogos Olímpicos de Verão de 2024 foi disputada em 27 e 28 de julho de 2024 no Centro de Tiro Esportivo, em Châteauroux. Um total de 45 atiradoras de 33 Comitês Olímpicos Nacionais (CON) participaram do evento.

## Qualificação
O período de qualificação começou com o Campeonato Europeu de 2022 em Breslávia, Polônia, para os eventos de pistola. Por todo o processo, as vagas foram geralmente concedidas para as atiradoras que terminassem em primeiro lugar nos Campeonatos Mundiais da Federação Internacional de Esportes de Tiro (ISSF) ou nos respectivos campeonatos continentais (África, Europa, Ásia, Oceania e Américas).
Após o término do período de qualificação, com todos os CONs recebendo a lista oficial de vagas, a ISSF verificou o Ranking Mundial em cada um dos eventos individuais de tiro. A atiradora com a melhor colocação, que não tivesse classificado em nenhuma prova e cujo CON não tivesse vaga em uma prova específica, obteve uma vaga olímpica direta.

## Calendário
Horário local (UTC+2)
| Data                | Horário | Fase         |
| ------------------- | ------- | ------------ |
| 27 de julho de 2024 | 12:30   | Qualificação |
| 28 de julho de 2024 | 12:00   | Final        |

## Medalhistas
| Ouro   | KOR Oh Ye-jin   |
| Prata  | KOR Kim Ye-ji   |
| Bronze | IND Manu Bhaker |

## Recordes
Antes desta competição, os seguintes recordes eram estabelecidos:
| Recordes da qualificação | Recordes da qualificação | Recordes da qualificação | Recordes da qualificação | Recordes da qualificação |
| ------------------------ | ------------------------ | ------------------------ | ------------------------ | ------------------------ |
| Recorde mundial          | Jiang Ranxin             | 591                      | Cairo                    | 15 de outubro de 2022    |
| Recorde olímpico         | Jiang Ranxin             | 587                      | Tóquio                   | 25 de julho de 2021      |

| Recordes da final | Recordes da final      | Recordes da final | Recordes da final | Recordes da final   |
| ----------------- | ---------------------- | ----------------- | ----------------- | ------------------- |
| Recorde mundial   | Zorana Arunović        | 246,9             | Maribor           | 11 de março de 2017 |
| Recorde olímpico  | Vitalina Batsarashkina | 240,3             | Tóquio            | 25 de julho de 2021 |

## Resultados

### Qualificação
As oito primeiras atiradoras após a qualificação avançam para a final.
| Pos. | Atiradora             | CON                | 1   | 2   | 3   | 4   | 5   | 6   | Total | 10x | Notas |
| ---- | --------------------- | ------------------ | --- | --- | --- | --- | --- | --- | ----- | --- | ----- |
| 1    | Veronika Major        | HUN Hungria        | 95  | 98  | 96  | 97  | 97  | 99  | 582   | 22  | Q     |
| 2    | Oh Ye-jin             | KOR Coreia do Sul  | 96  | 97  | 99  | 97  | 95  | 98  | 582   | 20  | Q     |
| 3    | Manu Bhaker           | IND Índia          | 97  | 97  | 98  | 96  | 96  | 96  | 580   | 27  | Q     |
| 4    | Trịnh Thu Vinh        | VIE Vietnã         | 97  | 94  | 96  | 97  | 100 | 94  | 578   | 26  | Q     |
| 5    | Kim Ye-ji             | KOR Coreia do Sul  | 98  | 96  | 95  | 98  | 96  | 95  | 578   | 16  | Q     |
| 6    | Li Xue                | CHN China          | 99  | 97  | 99  | 95  | 93  | 94  | 577   | 23  | Q     |
| 7    | Şevval İlayda Tarhan  | TUR Turquia        | 97  | 98  | 97  | 97  | 93  | 95  | 577   | 15  | Q     |
| 8    | Jiang Ranxin          | CHN China          | 98  | 94  | 95  | 95  | 99  | 96  | 577   | 13  | Q     |
| 9    | Elmira Karapetyan     | ARM Armênia        | 94  | 98  | 93  | 97  | 98  | 96  | 576   | 14  |       |
| 10   | Zorana Arunović       | SRB Sérvia         | 96  | 96  | 95  | 96  | 96  | 96  | 575   | 19  |       |
| 11   | Irina Yunusmetova     | KAZ Cazaquistão    | 93  | 96  | 95  | 96  | 98  | 96  | 574   | 19  |       |
| 12   | Hala El-Gohari        | EGY Egito          | 95  | 98  | 95  | 95  | 95  | 96  | 574   | 15  |       |
| 13   | Liu Heng-yu           | TPE Taipé Chinês   | 97  | 97  | 95  | 96  | 97  | 91  | 573   | 20  |       |
| 14   | Klaudia Breś          | POL Polônia        | 95  | 95  | 95  | 95  | 96  | 97  | 573   | 14  |       |
| 15   | Rhythm Sangwan        | IND Índia          | 97  | 92  | 97  | 96  | 95  | 96  | 573   | 14  |       |
| 16   | Antoaneta Kostadinova | BUL Bulgária       | 95  | 94  | 99  | 97  | 94  | 94  | 573   | 14  |       |
| 17   | Alejandra Zavala      | MEX México         | 95  | 96  | 92  | 97  | 96  | 97  | 573   | 13  |       |
| 18   | Camille Jedrzejewski  | FRA França         | 94  | 95  | 94  | 97  | 96  | 97  | 573   | 12  |       |
| 19   | Olena Kostevych       | UKR Ucrânia        | 94  | 95  | 97  | 96  | 96  | 94  | 572   | 19  |       |
| 20   | Doreen Vennekamp      | GER Alemanha       | 94  | 97  | 96  | 95  | 93  | 97  | 572   | 12  |       |
| 21   | Tanyaporn Prucksakorn | THA Tailândia      | 93  | 96  | 94  | 100 | 96  | 92  | 571   | 19  |       |
| 22   | Hanieh Rostamian      | IRI Irã            | 92  | 96  | 95  | 97  | 97  | 94  | 571   | 16  |       |
| 23   | Agate Rašmane         | LAT Letônia        | 94  | 94  | 95  | 95  | 95  | 97  | 570   | 16  |       |
| 24   | Katelyn Abeln         | USA Estados Unidos | 97  | 94  | 95  | 94  | 94  | 96  | 570   | 16  |       |
| 25   | Alexis Lagan          | USA Estados Unidos | 95  | 96  | 93  | 93  | 96  | 97  | 570   | 15  |       |
| 26   | Andrea Pérez Peña     | ECU Equador        | 96  | 96  | 94  | 95  | 97  | 91  | 569   | 16  |       |
| 27   | Sylvia Steiner        | AUT Áustria        | 94  | 95  | 97  | 93  | 94  | 96  | 569   | 14  |       |
| 28   | Anna Dulce            | MDA Moldávia       | 96  | 92  | 96  | 97  | 93  | 95  | 569   | 10  |       |
| 29   | Christina Moschi      | GRE Grécia         | 95  | 92  | 96  | 96  | 94  | 96  | 569   | 7   |       |
| 30   | Josefin Eder          | GER Alemanha       | 92  | 92  | 97  | 98  | 95  | 93  | 567   | 11  |       |
| 31   | Kishmala Talat        | PAK Paquistão      | 93  | 97  | 94  | 93  | 95  | 95  | 567   | 10  |       |
| 32   | Teh Xiu Hong          | SGP Singapura      | 91  | 91  | 98  | 97  | 95  | 95  | 567   | 8   |       |
| 33   | Sára Ráhel Fábián     | HUN Hungria        | 97  | 90  | 95  | 97  | 93  | 94  | 566   | 14  |       |
| 34   | Olfa Charni           | TUN Tunísia        | 90  | 90  | 97  | 95  | 97  | 96  | 565   | 10  |       |
| 35   | Yu Ai-wen             | TPE Taipé Chinês   | 93  | 96  | 94  | 94  | 93  | 94  | 564   | 18  |       |
| 36   | Kamonlak Saencha      | THA Tailândia      | 91  | 93  | 91  | 95  | 96  | 98  | 564   | 14  |       |
| 37   | Elena Galiabovitch    | AUS Austrália      | 93  | 95  | 95  | 95  | 92  | 94  | 564   | 12  |       |
| 38   | Nino Salukvadze       | GEO Geórgia        | 92  | 95  | 95  | 92  | 94  | 94  | 562   | 9   |       |
| 39   | Laina Pérez           | CUB Cuba           | 94  | 95  | 90  | 90  | 96  | 95  | 560   | 13  |       |
| 40   | Yasameen Al-Raimi     | YEM Iêmen          | 91  | 92  | 93  | 95  | 96  | 92  | 559   | 9   |       |
| 41   | Diana Durango         | ECU Equador        | 89  | 95  | 92  | 94  | 97  | 91  | 558   | 9   |       |
| 42   | Şimal Yılmaz          | TUR Turquia        | 92  | 90  | 95  | 91  | 95  | 94  | 557   | 6   |       |
| 43   | Manjola Konini        | ALB Albânia        | 93  | 95  | 92  | 90  | 92  | 87  | 549   | 11  |       |
| 44   | Anna Korakaki         | GRE Grécia         | 90  | 93  | 94  | 27  | DNF | DNF | DNF   | DNF | DNF   |
|      | Nour Abbas Mohammed   | EGY Egito          | DNS | DNS | DNS | DNS | DNS | DNS | DNS   | DNS | DNS   |

### Final
Após a terceira série de tiros, as competidoras com as piores pontuações são eliminadas em cada série até restarem duas atiradoras.
| Pos.              | Atiradora            | CON               | 1    | 2    | 3    | 4    | 5    | 6    | 7    | 8    | 9    | Total | Notas            |
| ----------------- | -------------------- | ----------------- | ---- | ---- | ---- | ---- | ---- | ---- | ---- | ---- | ---- | ----- | ---------------- |
| Medalha de ouro   | Oh Ye-jin            | KOR Coreia do Sul | 52.2 | 49.5 | 18.7 | 21.1 | 20.2 | 20.8 | 20.0 | 20.1 | 20.6 | 243.2 | Recorde olímpico |
| Medalha de prata  | Kim Ye-ji            | KOR Coreia do Sul | 49.7 | 51.8 | 20.3 | 20.1 | 19.9 | 19.9 | 20.2 | 19.9 | 19.5 | 241.3 |                  |
| Medalha de bronze | Manu Bhaker          | IND Índia         | 50.4 | 49.9 | 20.9 | 19.6 | 20.1 | 20.3 | 20.1 | 20.4 | —    | 221.7 |                  |
| 4                 | Trịnh Thu Vinh       | VIE Vietnã        | 49.3 | 50.1 | 20.8 | 20.6 | 19.1 | 18.9 | 19.8 | —    | —    | 198.6 |                  |
| 5                 | Li Xue               | CHN China         | 49.0 | 48.6 | 20.6 | 20.2 | 18.5 | 21.3 | —    | —    | —    | 178.2 |                  |
| 6                 | Jiang Ranxin         | CHN China         | 46.5 | 49.7 | 20.2 | 19.6 | 20.5 | —    | —    | —    | —    | 156.5 |                  |
| 7                 | Şevval İlayda Tarhan | TUR Turquia       | 47.9 | 49.4 | 20.1 | 18.2 | —    | —    | —    | —    | —    | 135.6 |                  |
| 8                 | Veronika Major       | HUN Hungria       | 49.2 | 47.8 | 17.0 | —    | —    | —    | —    | —    | —    | 114.0 |                  |